# Contea di Maui
La contea di Maui (in inglese Maui County) è una contea dello Stato delle Hawaii, negli Stati Uniti. La popolazione al censimento del 2000 era di 148 677 abitanti. Il capoluogo di contea è Wailuku.

## Geografia fisica
Il territorio della contea comprende le isole abitate di Maui, Kahoolawe, Lanai e Molokai, con l'eccezione di una piccola parte di quest'ultima appartenente alla Contea di Kalawao, e l'isola disabitata di Kaho'olawe.
Lo United States Census Bureau certifica che l'estensione della contea è di 6213 km², di cui 3002 km² su terraferma.

### Contee confinanti
- Contea di Hawaii - sud-est
- Contea di Kalawao - nord
- Contea di Honolulu - nord-ovest

## Census-designated places

### Lanai
- Lāna'i City

### Maui
- Haiku-Pauwela
- Haliimaile
- Hāna
- Kaanapali
- Kahului
- Kapalua
- Kihei
- Lāhainā
- Maalaea
- Makawao
- Makena
- Napili-Honokowai
- Paia
- Pukalani
- Waihee-Waiehu
- Waikapu
- Wailea
- Wailuku

### Molokai
- Kaunakakai
- Kualapuu
- Maunaloa

### Altre località
- Haiku
- Keokea
- Napili-Honokowai

## Gemellaggi
La contea ha le seguenti sister-cities:
- Hachijō, Giappone, dal 1964
- Hirara, Giappone, dal 1965
- Madrid, Spagna, 1969
- Quezon City, Filippine, dal 1970
- Bacarra, Filippine, dal 1970
- São Miguel, Portogallo, dal 1980
- Pingtung, Taiwan, dal 1982
- Funchal, Portogallo, dal 1985
- Provincia di Zambales, Filippine, dal 1986
- Samoa Americane, dal 1986
- Embo, Scozia, Regno Unito, dal 1990
- San Juan, Filippine, dal 1991
- Santa, Filippine, dal 1991
- Arequipa, Peru, dal 1994
- Manila, Filippine, dal 1994
- Sanya, Cina, dal 1998
- Rapa Nui, Cile, dal 1998
- Puerto Princesa, Filippine, dal 1999
- Albi, Francia, dal 2001
- Saipan, Isole Marianne Settentrionali, dal 2005
- Cabugao, Filippine, dal 2005
- Sarrat, Filippine, dal 2005
- Fukuyama, Giappone, dal 2008
- Badoc, Filippine, dal 2010
- Goyang, Corea del Sud, dal 2012
- San Cristóbal (Galápagos), Ecuador, dal 2022